# Rivière Henri (rivière Mistassibi Nord-Est)
Pour les articles homonymes, voir Henri.
La rivière Henri est un affluent de la rivière Mistassibi Nord-Est, traversant le territoire non organisé de Passes-Dangereuses, dans la municipalité régionale de comté (MRC) de Maria-Chapdelaine, dans la région administrative du Saguenay–Lac-Saint-Jean, dans la Province de Québec, au Canada.
La foresterie constitue la principale activité économique du secteur ; les activités récréotouristiques, en second.
Cette zone est surtout desservie par la route forestière R0282 qui remonte la vallée de la rivière Mistassibi Nord-Est. Diverses routes forestières secondaires desservent le secteur, surtout pour les besoins de la foresterie et des activités récréotouristiques,.
La surface de la rivière Henri est habituellement gelée de la fin novembre au début avril, toutefois la circulation sécuritaire sur la glace se fait généralement de la mi-décembre à la fin mars.

## Géographie
Les bassins versants voisins de la rivière Henri sont :
- côté Nord : rivière à François, rivière Mistassibi Nord-Est, lac Maupertuis, lac Piraube ;
- côté Est : lac Henri, lac Brodeuse, lac Péribonka, rivière Péribonka, lac Maupertuis, rivière au Serpent, rivière du Sapin Croche, rivière au Serpent Sud-Ouest ;
- côté Sud : lac Henri, rivière Mistassibi ;
- côté Ouest : rivière Mistassibi, lac au Foin, rivière Samaqua.

La rivière Henri prend sa source à l'embouchure d’un petit lac non identifié (longueur : 0,4 km ; altitude : 64 m). Ce lac est situé à :
- km à l’Ouest du lac aux Chiens ;
- 3,2 km à l’Est de la route forestière R0282 ;
- 5,5 km au Sud-Ouest du cours de la rivière du Sapin Croche ;
- 6,6 km à l'Est du cours de la rivière Mistassibi Nord-Est ;
- 4,8 km au Sud-Ouest du lac aux Chiens ;
- 38,3 km à l'Est du lac Péribonka ;
- 27,4 km au Nord de la confluence de la rivière Henri et rivière Mistassibi Nord-Est.

À partir de sa source, la rivière Henri descend sur 39,9 km généralement vers le Sud entièrement en zones forestières, avec un dénivelé de 393 m, selon les segments suivants :
Cours supérieur de la rivière Henri (segment de 20,5 km)
- 1,4 km vers l’Ouest, puis le Sud jusqu'à la décharge (venant du Nord ) d’un ruisseau non identifié ;
- 2,8 km vers le Sud en recueillant la décharge (venant du Nord-Ouest) d’un lac, jusqu’à une autre décharge (venant du Nord-Ouest) d’un lac ;
- 5,8 km vers le Sud-Est notamment en traversant le lac de l’Orignal (longueur : 1,9 km ; altitude : 463 m), jusqu'à son embouchure ;
- 4,5 km vers le Sud-Est en traversant sur 0,7 km un lac non identifié (longueur : 1,1 km ; altitude : 447 m), jusqu’à son embouchure ;
- 6,4 km vers le Sud-Est en traversant un lac non identifié (longueur : 2,2 km ; altitude : 386 m) sur sa pleine longueur ; puis vers le Sud en traversant un second lac (longueur : 0,7 km ; altitude : 380 m) sur sa pleine longueur, jusqu’à la décharge (venant du Nord-Est) d’un ensemble de lacs ;

Cours inférieur de la rivière Henri (segment de 19,4 km)
- 4,4 km vers le Sud en traversant un petit lac (altitude : 446 m), puis vers le Sud-Est en recueillant un ruisseau (venant de l’Est), jusqu'à la décharge (venant du Nord) d’un ensemble de lacs ;
- 10,3 km vers le Sud-Ouest en recueillant deux décharges (venant du Sud-Est) de lacs et une autre décharge (venant du Nord-Ouest) de lacs, jusqu'à la décharge (venant du Sud) du lac Henri ;
- 4,7 km vers le Sud-Ouest en formant une boucle vers le Nord en fin de segment, jusqu'à son embouchure[3].

La confluence de la rivière Henri et de la rivière Mistassibi est située à :
- 4,7 km au Sud-Ouest de l’embouchure du lac Henri (confluence avec la rivière Henri) ;
- 13,3 km à l’Est du cours de la rivière Lapointe ;
- 14,3 km au Nord-Est du cours de la rivière Mistassibi ;
- 53,9 km au Nord-Ouest de la confluence de la rivière Mistassibi Nord-Est et de la rivière Mistassibi ;
- 125,5 km au Nord de la confluence de la rivière Mistassibi et de la rivière Mistassini ;
- 145 km au Nord de la confluence de la rivière Mistassibi et du lac Saint-Jean.

À partir de l’embouchure de la rivière Henri, le courant descend la rivière Mistassibi Nord-Est sur 48,8 km vers le Sud, la rivière Mistassibi sur 99,2 km vers le Sud et le cours de la rivière Mistassini vers le Sud-Ouest sur 22,7 km. À l’embouchure de cette dernière, le courant traverse le lac Saint-Jean sur 42,7 km vers l’Est, puis emprunte le cours de la rivière Saguenay vers l’Est sur 155 km jusqu'à la hauteur de Tadoussac où il conflue avec le fleuve Saint-Laurent.

## Toponymie
Le terme « Henri » constitue un prénom et un patronyme de famille d’origine française.
Le toponyme « Rivière Henri » a été officialisé le 5 décembre 1968 à la Banque des noms de lieux de la Commission de toponymie du Québec.